# Basri Dirimlili
Basri Dirimlili, aussi connu sous le nom de Mehmetcik Basri (né le 7 juin 1929 à Silistra à l'époque en Roumanie et aujourd'hui en Bulgarie, et mort le 14 septembre 1997 a un lieu inconnu en Turquie), est un joueur et entraîneur de football turc.